# Casa al carrer Agoders, 8 (Tàrrega)
Casa al carrer Agoders, 8 és una obra de Tàrrega (Urgell) protegida com a Bé Cultural d'Interès Local.

## Descripció
Edifici entre mitgeres de planta rectangular, planta baixa i dos pisos. La coberta presenta un ràfec decorat amb tres fileres -dos de teules i una de dents de serra. A la planta baixa hi ha cinc obertures, totes elles rectangulars: la de menors dimensions correspon a la porta d'accés a l'immoble, i les altres formen part de locals d'ús comercial.
Els dos pisos superiors presenten tres eixos de composició vertical formats per balcons individuals d'estructura rectangular i amb emmarcaments: els balcons del primer pis estan formats per obertures que es tanquen amb persianes de llibret de fusta, i els de la segona planta presenten una porta de dues batents. Al primer pis, al mig de dos balcons, hi ha un medalló ovalat de pedra.
Tot el parament de l'immoble és arrebossat i pintat del mateix color, tot contrastant amb les tonalitats utilitzades als emmarcaments de les obertures.